# Uukuniemi

Wapenschild

Uukuniemi (Zweeds: Uguniemi) is een voormalige gemeente in het Finse landschap Etelä-Karjala. De gemeente had een oppervlakte van 102 km2 en telde 561 inwoners in 2003.
In 2005 werd de gemeente met Saari en het toenmalige Parikkala bij het nieuwe Parikkala gevoegd.
Imatra · Lappeenranta · Lemi · Luumäki · Parikkala · Rautjärvi · Ruokolahti · Savitaipale · Taipalsaari
Voormalige gemeenten:
Joutseno · Lappee · Lauritsala · Nuijamaa · Saari · Simpele · Suomenniemi · Uukuniemi · Ylämaa